# Alberto Zumarán (Fußballspieler)
Alberto Zumarán (* 19. Jahrhundert; † 20. Jahrhundert) war ein uruguayischer Fußballspieler.

## Karriere

### Vereine
Zumarán spielte auf Vereinsebene mindestens von 1906 bis 1911 für die Montevideo Wanderers in der Primera División. 1906 und 1909 gewann er mit den Montevideanern die Landesmeisterschaft. Insbesondere in der Saison 1907 war Torjäger Zumarán überragender Spieler seiner Mannschaft.

### Nationalmannschaft
Zumarán debütierte am 21. Oktober 1906 in der uruguayischen A-Nationalmannschaft. Insgesamt absolvierte er fünf Länderspiele. Dabei schoss er drei Tore. Sein letzter Länderspieleinsatz in der „Celeste“ datiert vom 15. August 1909.

### Erfolge
- Uruguayischer Meister: 1906, 1909